# Lamelles de bambou de Tsinghua

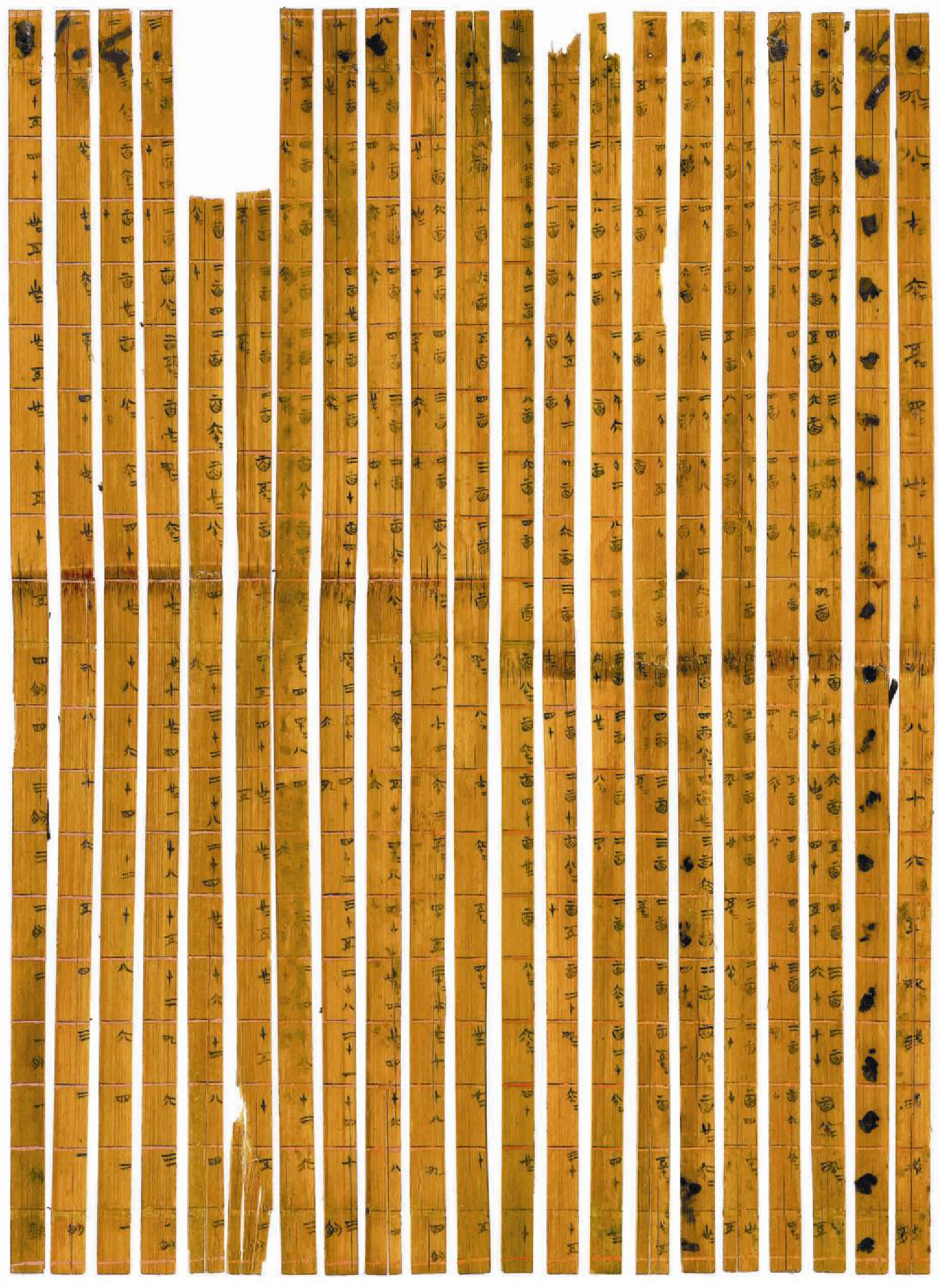
La plus ancienne table de multiplication en base dix.

Les lamelles de bambou de Tsinghua (chinois simplifié : 清华简 ; chinois traditionnel : 清華簡 ; pinyin : Qinghua Jian) sont une collection de textes chinois datant de la période des Royaumes combattants et écrits à l'encre sur des lamelles de bambou, qui ont été données en 2008 à l'université Tsinghua par un de ses anciens élèves. Leur provenance exacte est inconnue, mais elles ont été probablement trouvées lors de fouilles illégales d'anciennes tombes dans les provinces de Hubei ou de Hunan. La très grande taille de la collection et l'importance de ces textes pour les études académiques en font l'une des plus importantes découvertes d'écrits chinois anciens,.

## Contenu
Le 7 janvier 2014, la revue  Nature a annoncé que sur certaines de ces lamelles, datées d'environ 305 av. J.-C., se trouve le plus vieil exemple de table de multiplication en base dix du monde découvert à ce jour, donnant tous les produits entre eux des entiers de 1 à 9, des dizaines de 10 à 90, et du nombre 1/2.

Table de multiplication en système décimal, tel qu'il apparaît dans les tablettes de Tsinghua